# Гідден-Гілс (Каліфорнія)
Гіден-Гілс (англ. Hidden Hills) — місто в окрузі Лос-Анджелес, Каліфорнія, США.
Населення за переписом 2000 року становить 1875 осіб. Місто розташоване в найзахіднішій частині долині Сан-Фернандо. Це одне з найбагатших міст США.

## Географія
Гіден-Гілс розташоване в горах Сімі-Гілс поруч із хребтом Санта-Моніка і має координати 34°10′3″ пн. ш. 118°39′39″ зх. д. / 34.16750° пн. ш. 118.66083° зх. д. (34.167 557,-118.660918).

## Демографія
За даними перепису 2000 року, у місті налічувалося 1875 осіб, 568 сімей і 506 сімей, що проживають в місті. Густота населення 138,5/km². расовий склад міста: 88,70% білі, 0,44% чорні та афроамериканці, 0,12% корінні американці, 2,71% азіати, 1,55% інші раси і 1,83% від двох і більше рас. 6,24% населення латиноамериканці будь-який інший раси.
З 568 сімей 50,4% мали дітей віком до 18 років, які проживають з ними, 81,7% подружніх пар живуть разом, 5,3% розлучених жінок, а 10,9% без родини. 7,6% всіх домогосподарств складаються з окремих осіб і 3,2% одиноких людей у віці 65 років та старше. Середній розмір домогосподарств 3,30, а середній розмір родини 3,39.
У місті 33,0% населення у віці до 18 років, 4,2% з 18 до 24 років, 20,9% з 25 до 44 років, 31,9% від 45 до 64 років і 10,1% у віці 65 років та старше. Середній вік населення становив 40 років. На 100 жінок припадає 92.7 чоловіків. На кожні 100 жінок від 18 років та старше припадало 90.6 чоловіків.
Середній дохід на домашнє господарство склав $ 200 000, як середній дохід на сім'ю. Чоловіки мають середній дохід більше $ 100 000 і $ 41 667 жінки. Дохід на душу населення в місті склав $ 94096. Близько 1,8% сімей та 3,5% населення мали прибуток нижчий прожиткового мінімуму, у тому числі 2,3% у віці нижче 18 років і 2,7% у віці від 65 років та старше.